# Seznam sousedních států v Evropě
Toto je seznam sousedních zemí evropských států.
V Evropě je 47 států, z nichž některé mají společné hranice s jedním, více, či žádným dalším státem (ostrovy). Ačkoli historicky, stejně jako dnes, jsou v Evropě u přímo sousedících států politické, hospodářské a kulturní vztahy na jednu stranu intensivnější a užší, na druhou stranu existuje vyšší riziko konfliktu a rozepří a častější než je tomu u nepřímo sousedících nebo vzdálenějších států. 

## Sousední země evropských států (abecedně)

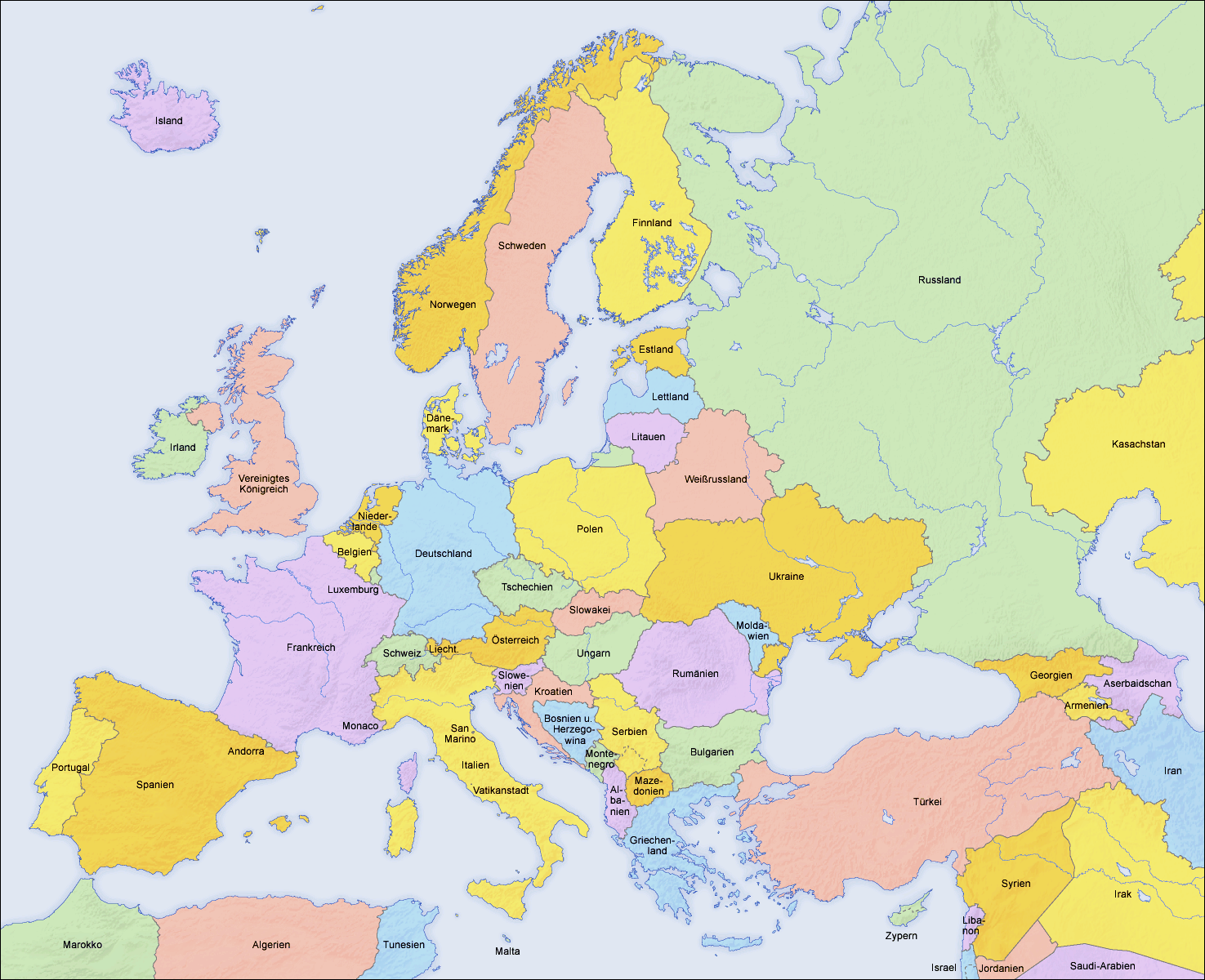
Politická mapa Evropy

- Albánie: Řecko, Severní Makedonie, Černá Hora, Kosovo
- Andorra: Francie, Španělsko
- Belgie: Francie, Lucembursko, Německo, Nizozemsko
- Bělorusko: Lotyšsko, Litva, Polsko, Rusko, Ukrajina
- Bosna a Hercegovina: Černá Hora, Chorvatsko, Srbsko
- Bulharsko: Rumunsko, Řecko, Severní Makedonie, Srbsko, Turecko
- Černá Hora: Albánie, Bosna a Hercegovina, Kosovo, Chorvatsko, Srbsko
- Česko: Německo, Polsko, Rakousko, Slovensko
- Dánsko: Německo, most do Švédska
- Estonsko: Lotyšsko, Rusko
- Finsko: Norsko, Rusko, Švédsko
- Francie: Andorra, Belgie, Německo, Itálie, Lucembursko, Monako, Švýcarsko, Španělsko.
  - Mimo Evropu: Brazílie a Surinam přes Francouzskou Guyanu v Jižní Americe a Nizozemsko přes Svatý Martin v Karibiku
- Chorvatsko: Bosna a Hercegovina, Černá Hora, Maďarsko, Slovinsko, Srbsko
- Irsko: Spojené království (přes Severní Irsko)
- Island (ostrov)
- Itálie: Francie, Rakousko, San Marino, Slovinsko, Švýcarsko, Vatikán
- Kosovo: Albánie, Černá Hora, Severní Makedonie, Srbsko
- Kypr: Spojené království (přes Akrotiri a Dekelia)
- Lichtenštejnsko: Rakousko, Švýcarsko
- Litva: Bělorusko, Lotyšsko, Polsko, Rusko (Kaliningradská oblast)
- Lotyšsko: Bělorusko, Estonsko, Litva, Rusko
- Lucembursko: Belgie, Německo, Francie
- Maďarsko: Chorvatsko, Rakousko, Rumunsko, Srbsko, Slovensko, Slovinsko, Ukrajina
- Malta (ostrov – Středozemní moře)
- Moldavsko: Rumunsko, Ukrajina
- Monako: Francie
- Německo: Belgie, Česko, Dánsko, Francie, Lucembursko, Nizozemsko, Polsko, Rakousko, Švýcarsko
- Nizozemsko: Belgie, Německo
  - Mimo Evropu: Francie (přes Svatý Martin v Karibiku)

- Norsko: Finsko, Rusko, Švédsko
- Rakousko: Česko, Maďarsko, Itálie, Lichtenštejnsko, Německo, Slovensko, Slovinsko, Švýcarsko
- Polsko: Česko, Bělorusko, Litva, Německo, Rusko (Kaliningradská oblast), Slovensko, Ukrajina
- Portugalsko: Španělsko
- Rumunsko: Bulharsko, Maďarsko, Moldavsko, Srbsko, Ukrajina
- Rusko: evropští sousedé: Bělorusko, Estonsko, Finsko, Lotyšsko, Litva, Norsko, Polsko, Ukrajina 
asijští sousedé: Ázerbájdžán, Čína, Gruzie, Kazachstán, Mongolsko, Severní Korea
- Řecko: Albánie, Bulharsko, Severní Makedonie, Turecko
- San Marino: Itálie
- Severní Makedonie: Albánie, Bulharsko, Kosovo, Řecko, Srbsko
- Slovensko: Česko, Maďarsko, Polsko, Rakousko, Ukrajina
- Slovinsko: Chorvatsko, Itálie, Maďarsko, Rakousko
- Srbsko: Bosna a Hercegovina, Bulharsko, Černá Hora, Chorvatsko, Kosovo, Maďarsko, Rumunsko, Severní Makedonie
- Španělsko: Andorra, Francie, Portugalsko. Přes zámořská území se Spojeným královstvím (přes Gibraltar). Mimo Evropu: s Marokem (přes závislá území Ceuta a Melilla).
- Švédsko: Finsko, Norsko a přes most s Dánskem.
- Švýcarsko: Francie, Itálie, Lichtenštejnsko, Německo, Rakousko
- Turecko: evropští sousedé: Bulharsko, Řecko.
Asijští sousedé: Arménie, Ázerbájdžán, Gruzie, Irák, Írán, Sýrie
- Ukrajina: Bělorusko, Maďarsko, Moldavsko, Polsko, Rumunsko, Rusko, Slovensko
- Vatikán: Itálie
- Spojené království: Irsko (přes Severní Irsko). Ostatní hranice: s Francií (přes Eurotunel), se Španělskem (přes Gibraltar), s Kyprem (přes území Akrotiri a Dekelia)

## Evropské státy podle počtu sousedních zemí (sestupně)
Uvedeny jsou pouze počty sousedících evropských zemí:
- 9 sousedních zemí: Německo
- 8 sousedních zemí: Francie, Rakousko, Rusko, Srbsko
- 7 sousedních zemí: Polsko, Ukrajina, Maďarsko
- 6 sousedních zemí: Itálie
- 5 sousedních zemí: Bulharsko, Kazachstán, Chorvatsko, Rumunsko, Švýcarsko, Slovensko, Bělorusko
- 4 sousední země: Albánie, Belgie, Černá Hora, Česko, Kosovo, Lotyšsko, Litva, Řecko, Severní Makedonie, Slovinsko
- 3 sousední země: Bosna a Hercegovina, Finsko, Lucembursko, Norsko, Švédsko, Španělsko
- 2 sousední země: Andorra, Dánsko, Estonsko, Lichtenštejnsko, Moldavsko, Nizozemsko, Turecko
- 1 sousední země: Irsko, Monako, Portugalsko, San Marino , Spojené království, Vatikán
- Žádná sousední země: ostrovy Island, Malta, Kypr:

## Poznámka
- Asi 5,4 % rozlohy Kazachstánu se považuje za nejzazší východ Evropy.